# KSPO/Saison 2013
Dieser Artikel listet Erfolge und Fahrer des Radsportteams KSPO in der Saison 2013 auf.

## Erfolge in der UCI Asia Tour
| Datum    | Rennen                                             | Kat. | Sieger         |
| -------- | -------------------------------------------------- | ---- | -------------- |
| 21. Mai  | 2. Etappe Tour of Japan                            | 2.1  | Park Sung-baek |
| 16. Juni | 8. Etappe Tour de Korea                            | 2.2  | Seo Joon-yong  |
| 23. Juni | Südkoreanische Meisterschaft – Straßenrennen       | CN   | Jung Ji-min    |
| 23. Juni | Südkoreanische Meisterschaft – Straßenrennen (U23) | CN   | Jung Ji-min    |

## Abgänge – Zugänge
| Zugänge        | Team 2012          | Abgänge        | Team 2013 |
| -------------- | ------------------ | -------------- | --------- |
| Seo Joon-yong  | Seoul Cycling Team | Lee Ki-joo     | Unbekannt |
| Choi Seung-woo | Neoprofi           | Shin Dong-hyun | Unbekannt |

## Mannschaft
| Name             | Geburtstag        | Nationalität |
| ---------------- | ----------------- | ------------ |
| Choi Seung-woo   | 19. Dezember 1989 | Südkorea     |
| Jung Ji-min      | 2. August 1991    | Südkorea     |
| Kwon Soon-young  | 11. Juni 1993     | Südkorea     |
| Park Sung-baek   | 27. Februar 1985  | Südkorea     |
| Pyun Kwang-deuk  | 10. August 1993   | Südkorea     |
| Seo Joon-yong    | 14. März 1988     | Südkorea     |
| Shin Choong-hyuk | 10. März 1993     | Südkorea     |
| Sung Yeon-je     | 1. Oktober 1986   | Südkorea     |